# Phú Lợi (Bình Dương)
Phú Lợi is een phường van Thủ Dầu Một, een stad in de provincie Bình Dương. Phú Lợi ligt tegen de grens met district Tân Uyên en thị xã Thuận An. Een belangrijke toegangsweg is de Quốc lộ 13.